# Le Rendez-vous (film, 1910)
Pour les articles homonymes, voir Le Rendez-vous.
Pour plus de détails, voir Fiche technique et Distribution.
Le Rendez-vous est un film français réalisé par Léonce Perret, sorti en 1910.

## Fiche technique
- Titre : Le Rendez-vous
- Réalisation : Léonce Perret
- Scénario : Léonce Perret
- Photographie : Albert Sorgius
- Montage :
- Producteur :
- Société de production : Société des Établissements L. Gaumont
- Société de distribution : Comptoir Ciné-Location
- Pays d'origine :  France
- Langue : film muet avec les intertitres en français
- Format : Noir et blanc — 35 mm — 1,33:1 — Muet
- Genre :
- Métrage : 234 mètres
- Durée : 8 minutes
- Dates de sortie :
  -  France : 9 juillet 1910

## Distribution
- Léonce Perret : l'amoureux
- Fabienne Fabrèges : l'amie
- Lucien Cazalis